# Korneliusz Banach
Korneliusz Banach (ur. 25 stycznia 1994 w Kędzierzynie-Koźlu) – polski siatkarz, grający na pozycji libero.

## Sukcesy klubowe

### młodzieżowe
Młoda Liga:
- 2015[5]
- 2013

### seniorskie
Mistrzostwo Polski:
- 2016, 2017, 2022[6]
- 2018, 2021, 2023[7]

Puchar Polski:
- 2017, 2021, 2022[8], 2023[9]

Superpuchar Polski:
- 2019, 2020, 2023[10]

Liga Mistrzów:
- 2021, 2022, 2023[11]

Liga rumuńska:
- 2025[12]